# جان بردی
جان بردی (انگلیسی: Jon Brady؛ زادهٔ ۱۴ ژانویهٔ ۱۹۷۵) بازیکن فوتبال اهل استرالیا است.
از باشگاه‌هایی که در آن بازی کرده‌است می‌توان به باشگاه فوتبال استیونج، باشگاه فوتبال کیدرمینستر هاریرس، باشگاه فوتبال براکلی تاون، باشگاه فوتبال هرفورد یونایتد، باشگاه فوتبال وایکام واندررز، باشگاه فوتبال کمبریج یونایتد، باشگاه فوتبال برنتفورد، باشگاه فوتبال ووکینگ، و باشگاه فوتبال سوانزی سیتی اشاره کرد.
وی همچنین در تیم ملی فوتبال Australia U17 بازی کرده‌است.